# Dmitrij Torbinskij
Dmitrij Jevgenjevitj Torbinskij (russisk: Дмитрий Евгеньевич Торбинский) (født 28. april 1984) er en russisk fodboldspiller. Han spiller for Baltika Kaliningrad som midtbanespiller. Han har tidligere spillet for Rusland og for Spartak Moskva & Lokomotiv Moskva samt på et lejeophold hos Spartak Tjeljabinsk.

## Karriere

### Klubkarriere
Torbinskij begyndte med at spille fodbold, dog som futsal spiller, men skiftede senere til fodbold og underskrev en kontrakt med Spartak Moskvas ungdoms akademi i en rimelig ung alder. Torbinskij fik en alvorlig skade i 2004, der holdt ham ude i så langt tid, at han kun nåede at spille 1 kamp i den sæson. Torbinskij kæmpede sig i form efter han vendte tilbage, og nåede at spille 43 kampe for holdet.

### Landshold
Torbinskij nåede i sin tid som landsholdsspiller (2007-2016) at spille 29 kampe og score 2 mål Rusland. Den 24. marts 2007 fik han sin debut i en kamp imod Estland.